# Andra söndagen i fastan
Andra söndagen i fastan (Reminiscere) är en söndag i fastan som ingår i kyrkoåret.

## Svenska kyrkan
Söndagens tema enligt 2003 års evangeliebok är Den kämpande tron. De bibeltexter som används för att belysa dagens tema är:
| Första årgången                                                                    | Andra årgången                                                                     | Tredje årgången                                              | Psaltarpsalm  |
| Första Moseboken 32:22–31 Andra Korinthierbrevet 6:1–10 Matteusevangeliet 15:21–28 | Första Kungaboken 19:1–8 Första Korinthierbrevet 10:12–13 Lukasevangeliet 7:36–8:3 | Jesaja 61:1–3 Hebreerbrevet 11:23–27 Markusevangeliet 14:3–9 | Psaltaren 130 |

### Fotnoter
1. ↑   Den svenska psalmboken med tillägg. Stockholm: Verbum. 2005. sid. 1356–1360. Libris ht7wjxh8f3k4gcqk. ISBN 978-91-526-5515-3